# Like Gods of the Sun
Like Gods of the Sun er det fjerde album af det britiske death/doom metal-band My Dying Bride, som blev udgivet i 1996 gennem Peaceville Records. Dette var det sidste album med trommeslageren Rick Miah og keyboardspilleren Martin Powell. Ligesom dets forgænger The Angel and the Dark River bevægede albummet sig musikalsk endnu længere mod doom metal området, da dette havde fuldkommen rene vokaler, men stadig de depressive temaer. Der blev lavet en musikvideo til sporet "For You," der allerede dukkede op et par måneder inden Like Gods of the Sun' udgivelse, og senere var den mulig at se på DVD'en For Darkest Eyes.

## Sporliste
1. "Like Gods of the Sun" – 5:41
2. "The Dark Caress" – 5:58
3. "Grace Unhearing" – 7:19
4. "A Kiss to Remember" – 7:31
5. "All Swept Away" – 4:17
6. "For You" – 6:37
7. "It Will Come" – 4:27
8. "Here in the Throat" – 6:22
9. "For My Fallen Angel" – 5:55
10. "It Will Come" (Nightmare mix, bonusspor på digipakken) – 5:36
11. "Grace Unhearing" (Portishell mix, bonusspor på digipakken) – 7:05